# College City (Arkansas)
College City è un comune degli Stati Uniti d'America, situato in Arkansas, nella contea di Lawrence.